# كارخانة ماكاروني
كارخانة ماكاروني (بالفارسية: كارخانه ماكاروني) هي منطقة سكنية تقع في فارس في إيران. يقدر عدد سكانها بـ 10 نسمة .